# Lethrus microbuccis
Lethrus microbuccis är en skalbaggsart som beskrevs av Ernst Ballion 1870. Lethrus microbuccis ingår i släktet Lethrus och familjen tordyvlar. Inga underarter finns listade i Catalogue of Life.